# Onciale 065
L'Onciale 065 (numerazione Gregory-Aland; "ε 1" nella numerazione Soden) è un codice manoscritto onciale del Nuovo Testamento, in lingua greca, datato paleograficamente al VI secolo.

## Testo
Il codice è composto da 3 spessi fogli di pergamena di 290 per 230 cm, contenenti brani del Vangelo secondo Giovanni (11,50-12,9, 15,12-16,2, 19,11-24). Il testo è scritto in due colonne per pagina e 29 linee per colonna.
Si tratta di un palinsesto.

### Critica testuale
Il testo del codice è rappresentativo del tipo testuale bizantino. Kurt Aland lo ha collocato nella Categoria V.

## Storia
Il codice è conservato alla Biblioteca nazionale russa (Suppl. Gr. 6, I) a San Pietroburgo.